# Chad Beck
Pour les articles homonymes, voir Beck.
Chad Lee Beck (né le 17 janvier 1985 à Jasper, Texas, États-Unis) est un lanceur droitier de baseball qui évolue en 2011 et 2012 pour les Blue Jays de Toronto de la Ligue majeure de baseball.

## Carrière
Chad Beck est repêché par les Blue Jays de Toronto, qui le sélectionnent en 43e ronde en juin 2004. Il ne signe toutefois pas avec l'équipe et s'inscrit à l'Université de Louisiane à Lafayette, où il évolue pour les Ragin' Cajuns. C'est là où il joue lorsque les Diamondbacks de l'Arizona le réclament au 14e tour de sélection en juin 2006 et le mettent sous contrat.
Beck amorce dès 2006 sa carrière en ligues mineures avec un club-école des Diamondbacks. Il est échangé aux Blue Jays de Toronto le 31 août 2008 en retour du joueur de champ intérieur David Eckstein.
Après avoir joué dans les mineures pour des clubs-école des Blue Jays, Chad Beck fait ses débuts dans le baseball majeur comme lanceur de relève pour Toronto le 13 septembre 2011. Il joue 17 parties comme lanceur de relève des Blue Jays en 2011 et 2012 avant de passer aux Pirates de Pittsburgh via le ballottage le 25 octobre 2012 mais ne retrouve pas toutefois le chemin des majeures.
En 17 matchs joués, tous comme releveur, dans le baseball majeur, Beck a une moyenne de points mérités de 5,50 avec 12 retraits sur des prises en 18 manches lancées.